# Inocentes (película)
Inocentes es un telefilme español estrenado por Telecinco que cuenta el secuestro de tres adolescentes.

## Sinopsis
El telefilme relata la historia de tres adolescentes que nunca imaginaron que en celebración de un simple cumpleaños serían secuestradas.
En el secuestro fueron violadas, torturadas y finalmente asesinadas. Esta historia está basada en el Crimen de Alcácer ocurrido en 1992.

## Reparto
- Aura Garrido como Adriana.
- Lucía Ramos como Carla.
- Álex González como Marcos.
- Michelle Jenner como Sonia.
- Aida Folch como Celia.
- Paloma Bloyd como Sara.
- Jaroslaw Bielski como Ivan.
- Natasha Yarovenko como Svetlana.
- Frank Feys como Gica.
- Joan Frank como Tarko.
- Daniel Albadalejo como El cliente.

## Episodios y audiencias
| Temporada | Temporada | Episodios | Estreno             | Final               | Audiencia media | Audiencia media | Audiencia media |
| Temporada | Temporada | Episodios | Estreno             | Final               | Espectadores    | Cuota           |                 |
| --------- | --------- | --------- | ------------------- | ------------------- | --------------- | --------------- | --------------- |
|           | 1         | 2         | 24 de enero de 2010 | 31 de enero de 2010 | 2 378 000       | 13,5%           |                 |

### Primera temporada
| N.º (serie) | Título                                     | Director (es)     | Fecha de emisión    | Audiencia         |
| ----------- | ------------------------------------------ | ----------------- | ------------------- | ----------------- |
| 1           | «Tres jóvenes viven su peor pesadilla»     | Daniel Calparsoro | 24 de enero de 2010 | 2 477 000 (13,1%) |
| 2           | «Marcos decide enfrentarse a los mafiosos» | Daniel Calparsoro | 31 de enero de 2010 | 2 279 000 (13,9%) |